# Rolf Schumacher (Politiker)
Rolf Schumacher (* 1961 in Arnoldsweiler) ist ein deutscher Kommunalbeamter (CDU) und seit 2009 hauptamtlicher Bürgermeister der Gemeinde Alfter im Rhein-Sieg-Kreis in Nordrhein-Westfalen.

## Leben
Schumacher besuchte das Gymnasium in Euskirchen. Seinen Grundwehrdienst absolvierte er in Ulmen und Bonn. Danach studierte er ab 1982 in Bonn an der Rheinischen Friedrich-Wilhelms-Universität katholische Theologie und später auch Mathematik. Von 1984 bis 1985 setzte er das Studium in Paris fort. Später arbeitete er von 1988 bis 1990 als Programmreferent des 90. Deutschen Katholikentags in Berlin. Danach war Schumacher Leiter der Abteilung Politik im Zentralkomitee der deutschen Katholiken in Bonn. 1999 schloss er die berufsbegleitende Promotion zum Dr. der Theologie in Erfurt ab.
Schumacher wohnt seit 1997 mit seiner Ehefrau und den drei Kindern in Witterschlick.

## Politik
Seit 1999 ist Rolf Schumacher Mitglied der CDU in Alfter. 2004 wurde er in den Gemeinderat gewählt. Am 30. August 2009 wurde er mit 52,5 % der abgegebenen Stimmen zum hauptamtlichen Bürgermeister von Alfter gewählt. 2014 (62,1 %) und 2020 (57,0 %) wurde er jeweils im ersten Wahlgang wiedergewählt.
Im Herbst 2023 startete eine Bürgerinitiative ein Abwahlverfahren gegen Schumacher, nachdem der Haushaltsentwurf der Gemeinde eine Anhebung der Hebesätze der Grundsteuer B von derzeit 763 Punkten auf 1500 Punkte im Jahr 2024 sowie auf 1800 Punkte im Jahr 2027 vorsah. Dies würde dem höchsten Grundsteuerhebesatz in Deutschland entsprechen. Rechtzeitig vor Jahresbeginn 2024 beschloss der Gemeinderat einen Hebesatz von 995 %.
Am 13. Februar 2024 gab die Gemeindeverwaltung Alfter bekannt, dass für das Abwahlbegehren nicht genügend gültige Unterschriften vorgelegt wurden. Insbesondere sei auf einigen Unterschriftenlisten suggeriert worden, eine Abwahl würde die Grundsteuererhöhung abwenden. Dies sei jedoch nicht zutreffend, da der Gemeinderat hierfür verantwortlich ist. Der Rat stellte daher die Unzulässigkeit des Abwahlbegehrens fest.
Schumacher teilte im Oktober 2024 mit, bei der Bürgermeisterwahl 2025 nicht erneut anzutreten.